# Hylaeus duckei
Hylaeus duckei är en biart som först beskrevs av Johann Dietrich Alfken 1904.  Hylaeus duckei ingår i släktet citronbin, och familjen korttungebin. Inga underarter finns listade i Catalogue of Life.